# بريان كاميرون
بريان كاميرون هو لاعب هوكي الجليد كندي، ولد في 25 فبراير 1989 في برامبتون في كندا.

## وصلات خارجية
- بريان كاميرون على موقع دوري الهوكي الوطني (الإنجليزية)
- بريان كاميرون على موقع EliteProspects.com (الإنجليزية)
- بريان كاميرون على موقع HockeyDB.com (الإنجليزية)